# 出光芳秀
出光 芳秀（いでみつ よしひで、1937年4月26日 - ）は、日本の実業家。新出光代表取締役会長・社長。
妻は推理作家の夏樹静子、長男は俳優の出光秀一郎。
出光佐三は伯父。出光計助は叔父。出光昭介、出光裕治、出光昭、大和勝は従兄。別所純子は従妹。出光豊は兄。

## 経歴
新出光創業者出光弘の四男として、福岡県福岡市に生まれる。1956年福岡県立修猷館高等学校卒業。1961年早稲田大学商学部卒業。
1962年1月新出光石油（現・新出光）に入社。1985年2月新出光石油取締役福岡支店長、同年6月常務、1987年3月専務、1993年6月新出光代表取締役専務を経て、1997年6月社長に就任。2011年6月会長に就任。